# Angloirländare

Saint Patrick's kors, en flagga som förknippats med Irland från tiden under brittiskt styre, och därmed också med Irländska kyrkan och den angloirländska styrande klassen.

Angloirländare var under 1800-talet och tidigt 1900-tal en privilegierad samhällsklass i Irland, vilka var ättlingar till medlemmar av Normannere Protestant Ascendancy, och de flesta tillhörde Irländska kyrkan, vars tro var statsreligion till 1871, eller till exempel metodistkyrkan. Kulturellt brukade de följa engelska seder och bruk.

### Fotnoter
1. ↑  Daniel Hack, "Inter-Nationalism: 'Castle Rackrent' and Anglo-Irish Union," NOVEL: A Forum on Fiction 29(2), 145-164 (1996).
2. ↑  The Anglo-Irish, Fidelma Maguire, University College Cork Arkiverad 2 maj 2006 hämtat från the Wayback Machine. och Donnchadh Ó Corráin